# Miasto metropolitalne Florencja
Miasto metropolitalne Florencja (wł. Città metropolitana di Firenze) – miasto metropolitalne we Włoszech, z siedzibą zlokalizowaną we Florencji.
Weszło w życie 8 kwietnia 2014 i zastąpiło prowincję Florencja.
Liczba gmin: 41.